# Dymasius barclayi
Dymasius barclayi es una especie de escarabajo del género Dymasius, familia Cerambycidae. Fue descrita científicamente por Miroshnikov en 2018.
Habita en Malasia. Los machos y las hembras miden aproximadamente 23 mm.